# گایوس ژولیوس آرکلائوس آنتیوخوس اپیفانس
گایوس ژولیوس آرکلائوس آنتیوخوس اپیفانس (به یونانی: Γάιος Ἰούλιος Ἀρχέλαος Ἀντίοχος Ἐπιφανής) (زاده ۳۸-۹۲ پس از میلاد) همچنین به عنوان ژولیوس آرکلائوس اپیفانس یا به زبان ساده به نام گایوس شناخته می‌شود. شاهزاده بانفوذ پادشاهی کوماژن بود که در قرن یکم زندگی می‌کرد.

## زندگینامه
گایوس اولین پسر و فرزند پادشاه آنتیوخوس چهارم کوماژن و ملکه یوتاب کوماژن بود. پدر و مادرش خواهر و برادری تنی بودند. پدر و مادر او از پادشاهان رومی از کوماژن بودند که در قرن یکم تحت امپراتوری روم زندگی می‌کردند. خواهر و برادر کوچکتر او شاهزاده کالینیکوس و شاهدخت یوتاب بودند.